# Alex McDonald (Fußballspieler)
Alex McDonald (Lebensdaten unbekannt) war ein schottischer Fußballspieler.

## Karriere
Alex McDonald spielte in seiner Fußballkarriere mindestens von 1890 bis 1893 für den FC Dumbarton. Er debütierte für Dumbarton in der Saison 1890/91 gegen Heart of Midlothian im Boghead Park. Mit dem Team gewann er in der Saison die Schottische Meisterschaft. 1892 konnte der Titel aus Vorjahr verteidigt werden.

## Erfolge
mit dem FC Dumbarton
- Schottischer Meister (2): 1891, 1892